# Йоахим Опенхайм
Йоахим (Хаим) Опенхайм (на идиш: חיים אפפענהיים) е писател в равин на Торун.

## Биография
Роден е на 29 септември 1832 г. в Иванчице, Моравия. Баща му, Бернхард Опенхайм, е равин на Иванчице. През 1853 г. завършва гимназия в Брун, а през 1857 г. Виенския университет. Изучава Талмуда при равина Лазар Хоровиц.
През 1868 г. е призован да служи като равин на Торн и заема този пост до смъртта си на 27 април 1891 г. в Берлин.